# Медятово
Медятово (баш. Миҙәт) — деревня в Белокатайском районе Башкортостана, относится к Майгазинскому сельсовету.
С 2005 современный статус, с 2007 — современное название.

## История
Статус деревня, сельского населённого пункта, посёлок получил согласно Закону Республики Башкортостан от 20 июля 2005 года N 211-з «О внесении изменений в административно-территориальное устройство Республики Башкортостан в связи с образованием, объединением, упразднением и изменением статуса населенных пунктов, переносом административных центров», ст.1:

6. Изменить статус следующих населенных пунктов, установив тип поселения — деревня:

5) в Белокатайском районе:…

б) поселка Медятовской фермы совхоза Майгазинского сельсовета
До 10 сентября 2007 года называлась деревней Медятовской фермы совхоза.

## Географическое положение
Расстояние до:
- районного центра (Новобелокатай): 27 км,
- центра сельсовета (Майгаза): 45 км,
- ближайшей ж/д. станции (Ункурда): 63 км.

## Население
| 2002 | 2009 | 2010 |
| ---- | ---- | ---- |
| 263  | ↘226 | ↘192 |